# Vorschubdoppelplatte
Die Vorschubdoppelplatte ist ein funktionskieferorthopädisches Gerät zur Behandlung von Zahnfehlstellungen der Angle-Klasse II-Anomalien. Unter Funktionskieferorthopädie versteht man die günstige Beeinflussung skelettaler Strukturen durch die gezielte Beeinflussung funktioneller Abläufe durch herausnehmbare Regulierungsgeräte (Zahnspange).

## Historisches
Die ersten Versuche, die Angle-Klasse II mit einem herausnehmbaren Gerät zu therapieren, unternahm Kingsley im Jahre 1879. Er konstruierte eine Oberkieferplatte mit einem schräg verlaufenden frontalen Aufbiss, die den Unterkiefer mit jedem Zubiss in eine ventrale Position zwang. Mit diesem Gerät definierte er seine Idee des „Jumping the bite“: Um aus einer vollen Prämolaren Distalokklusion in eine neutrale Verzahnung zu gelangen, muss der Unterkiefer eine Prämolarenbreite überspringen.
Das Konzept des „Jumping the bite“ bildet die Grundlage für die Funktionskieferorthopädie. Das bekannteste funktionskieferorthopädische Gerät ist ein bimaxilläres Gerät, der Aktivator. Dieser wurde zunächst von Andresen in einer Vorstufe und später (1935) dann von Andresen und Häupl als der klassische Aktivator des norwegischen Systems eingeführt.
In den 1940er Jahren entwickelte Petrik das klassische System weiter, indem er zusätzliche Elemente an den Aktivator anbrachte.
In den 1950er Jahren entstanden weitere Modifikationen: Bimler (Gebissformer) und Stockfisch (Kinetor) fügten elastische Elemente ein. Balters (Bionator) und Klammt (offener Aktivator) skelettierten den voluminösen Kunststoffblock. Fränkel verlegte die Kunststoffbasis nach vestibulär und nannte das Gerät Funktionsregler.
Diese Geräte haben einige unerwünschte Nebeneffekte. Beispielsweise tritt die erwünschte Bisskorrektur nur sehr langsam ein. Außerdem sind Aktivatoren ungeeignet für die Feineinstellung der Zähne. Das heißt, vor der Behandlung mit einem Aktivator ist entweder eine Vorbehandlung mit Schwarzschen Platten notwendig oder aber im Anschluss an die funktionskieferorthopädische Behandlung ist auf jeden Fall eine Multibandbehandlung notwendig.

## Doppelplattensysteme

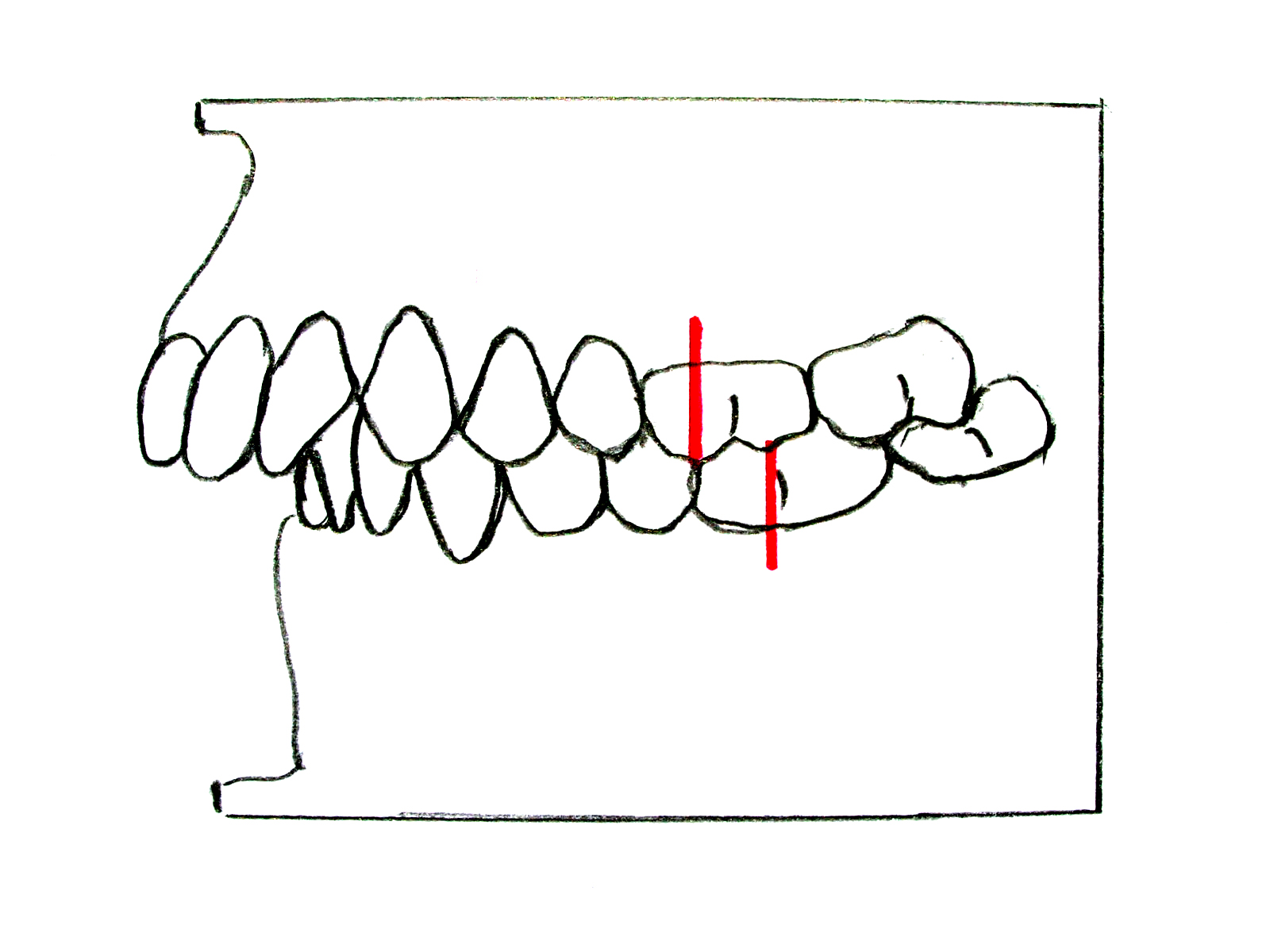
Gebissmodell – Angle-Klasse II/1

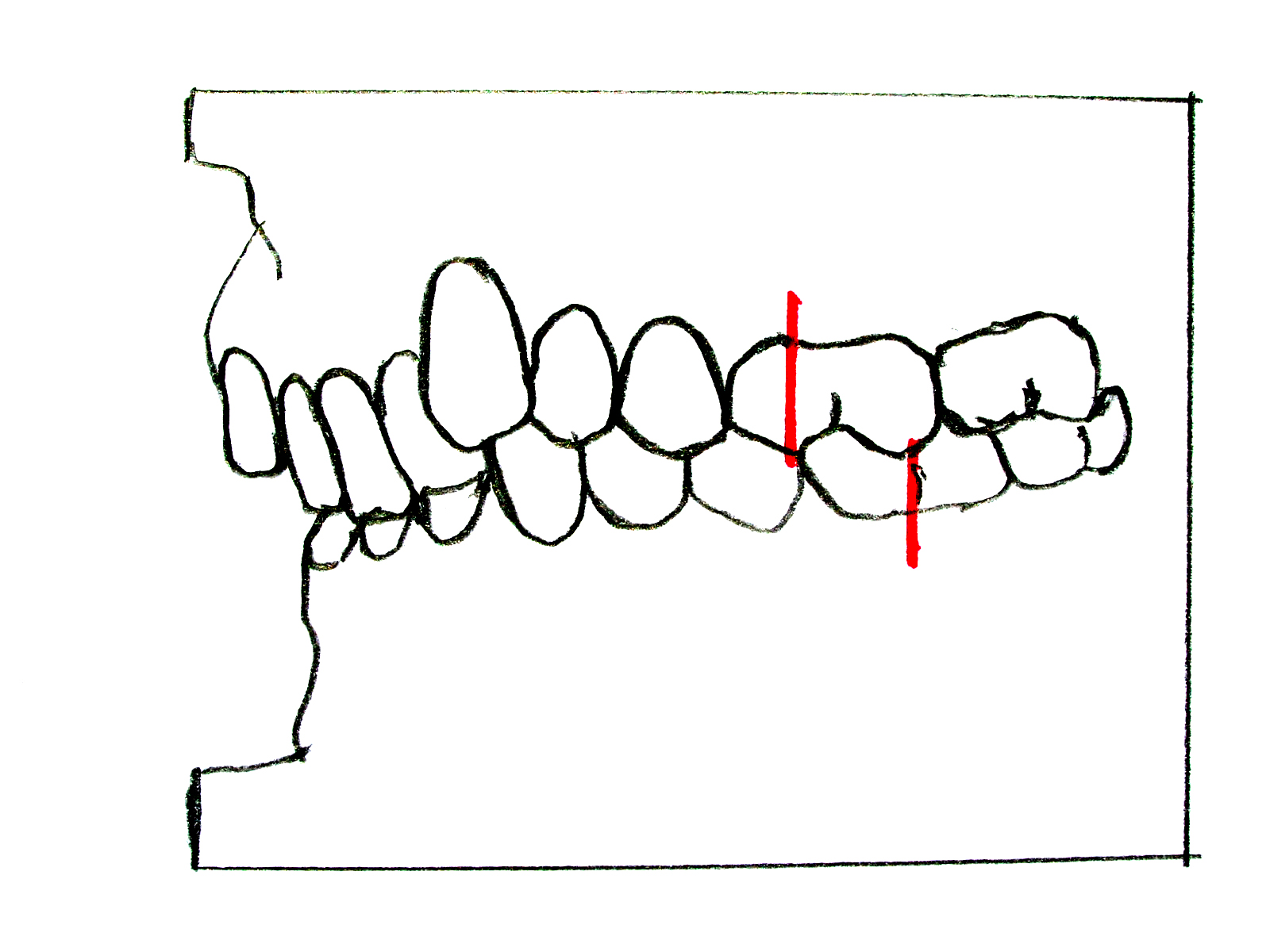
Gebissmodell – Angle-Klasse II/2

Die kieferorthopädischen Doppelplattensysteme gehen auf A.M. Schwarz zurück. Er durchtrennte Mitte des 20. Jahrhunderts einen Andresen-Häupl Aktivator so, dass eine vom Oberkiefer ausgehende Kunststofflamelle an einer schiefen Ebene des Unterkiefers entlang gleitet. Er nannte seine Behandlungsapparatur „Vorbiß-Doppelplatte“. Eine Modifikation dieses Systems war die „Vorbiss-Doppelplatte“ mit Drahbügeln, die über die Führungsfläche eine Vorverlagerung des Unterkiefers auslösen sollte. Den Vorteil dieser Konstruktion sah A. M. Schwarz darin, dass die verwendeten Drahtbügel durch den Behandler nachträglich aktivierbar und damit die Vorverlagerung des Unterkiefers steuerbar sei. A.M. Schwarz machte damals keine Angaben über die anzustrebende Neigung der Vorschubschlaufen. Die Schlaufen sollten lediglich harmonisch der Unterkiefer-Apparatur anliegen. Die Stege sollten so lang sein, dass sie bei Unterkiefer-Ruheposition noch Kontakt zur Führungsfläche im Gegenkiefer haben.
Eine Modifikation der Schwarzschen Konstruktion wurde in den 1960er Jahren von Müller beschrieben, die „Doppelplatte mit Oberkiefer-Spornführung“. Bei dieser Konstruktion werden die Vorschubstege lateral angebracht, um die Sprachbehinderung des Patienten zu reduzieren und der Zunge mehr Bewegungsfreiheit zu geben. Seitwärtsbewegungen des Unterkiefers sind dagegen nicht möglich. Als weiterer Nachteil werden die häufigen Frakturen und damit die gesteigerte Reparaturanfälligkeit der Apparatur nach Müller gesehen.
Erst über 30 Jahre nach der Entwicklung der „Vorbiss-Doppelplatte“ nach A.M. Schwarz wurden von Franz Günter Sander Nachtschlafuntersuchungen durchgeführt, die für die Konstruktion der Vorschubdoppelplatte nach Sander (S-II-Apparatur) von entscheidender Bedeutung waren: Bei der S-II-Apparatur wird sowohl der Neigung der Metallstege von 60°± 5° zur Okklusionsebene als auch der Steglänge eine wichtige Rolle zugesprochen. Beide Parameter sind nach Sander für den Behandlungserfolg zwingend notwendig.

## Indikation
Ähnlich wie bei allen funktionskieferorthopädischen Geräten sind auch hier die Haupteinsatzbereiche die Angle Klassen II/1 und II/2.
Allerdings eignet sich die Vorschubdoppelplatte besonders für Patienten, bei denen neben der Korrektur der distalen Verzahnung auch noch skelettale Veränderungen erwünscht sind.

## Vorteile der Vorschubdoppelplatte
- Die Vorschubdoppelplatte findet hohe Akzeptanz bei den Patienten, da sie mit diesem Gerät im Mund recht gut sprechen können.
- Durch die Anbringung unterschiedlicher Halteelemente ist es auch möglich, eine gute Verankerung im reduzierten Wechselgebiss zu erreichen.
- Die Konstruktion des Gerätes in zwei separaten Platten macht es gleichzeitig möglich, Einzelzahnbewegungen im Oberkiefer und im Unterkiefer durchzuführen.
- Da gleichzeitig Dehnungen im Oberkiefer und Mittenkorrekturen durchgeführt werden können, ist eine Vorbehandlung mit aktiven Platten vor der eigentlichen funktionskieferorthopädischen Therapie überflüssig.
- Durch die Kombination mit extraoralen Geräten kann die Wirkung der Vorschubdoppelplatte noch gesteigert werden.
- Es erfolgen gute Behandlungsresultate in relativ kurzer Zeit.